# Breviceps bagginsi
Breviceps bagginsi — вид жаб родини вузькоротих (Brevicipitidae). Ендемік Південної Африки. Трапляється від 25 до 1 400 м над рівнем моря в провінції Квазулу-Наталь в південно-східній частині Південно-Африканської Республіки. Її природним місцем проживання є помірні пасовища і плантації. Вид перебуває під загрозою зникнення, через втрату місць проживання.